# 加阿尔
加阿尔（法語：Gahard，法語發音：[ɡa.aʁ]）是法国伊勒-维莱讷省的一个市镇，位于该省中部偏东北，属于雷恩区。

## 地理
加阿尔（48°17'49"N, 1°31'9"W）面积24.96 平方千米，位于法国布列塔尼大區伊勒-维莱讷省，该省份为法国西北部沿海省份，位于布列塔尼半岛东部，北濒大西洋，西接阿摩尔滨海省和莫尔比昂省，南至大西洋卢瓦尔省，西南端接曼恩-卢瓦尔省，东临马耶讷省，东北与芒什省接壤。
与加阿尔接壤的市镇（或旧市镇、城区）包括：昂杜耶-讷维尔、利夫雷附近埃尔塞、库埃农河畔梅济耶尔、圣欧班多比涅、圣欧班迪科尔米耶、布列塔尼地区桑斯、库埃农河畔维约维。

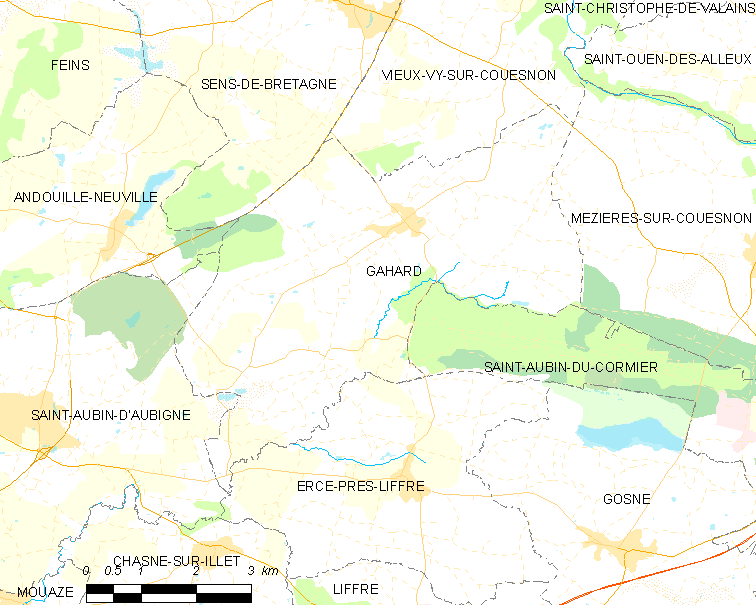
加阿尔的OSM定位图

加阿尔的时区为UTC+01:00、UTC+02:00（夏令时）。

## 行政
加阿尔的邮政编码为35490，INSEE市镇编码为35118。

## 政治
加阿尔所属的省级选区为瓦勒库埃农县。

## 人口

1962-2008年间加阿尔人口变化图示

加阿尔于2022年1月1日时的人口数量为1523人。